# Nguyen Dan Que
Nguyen Dan Que (vietnamesisch Nguyễn Đan Quế; * April 1942) ist ein vietnamesischer Endokrinologe, der als Aktivist für die Demokratisierung seines Heimatlandes und die Wahrung der Menschenrechte eintritt. Er war 1990 Gründer der Demokratiebewegung High Tide of Humanism (vietnamesisch Cao Trao Nhan Ban) und wurde mehrfach zu langjährigen Freiheitsstrafen verurteilt; bereits ab 1978 war er für zehn Jahre ohne Gerichtsverfahren inhaftiert, weil er das Gesundheitswesen des sozialistischen Vietnam kritisierte.

## Biografie
Nguyen Dan Que wurde im damals von der japanischen Armee besetzten Nordvietnam geboren. Er studierte Humanmedizin an der Universität Saigon (Đại học Sài Gòn); er schloss sein Studium im Alter von 22 Jahren ab und wurde Angestellter seiner Fakultät.
Gegen Ende der 1960er Jahre verließ er Vietnam durch ein Stipendium der Vereinten Nationen um in Europa zu Arbeiten. 1974 wurde er dann, zurück in Saigon (heute Ho-Chi-Minh-Stadt), Teil des Lehrkörpers als Assistenz-Professor für Endokrinologie (etwa vergleichbar mit einer Juniorprofessur), Que ist Spezialist für Strahlentherapie.
Er wurde 1975 zum Direktor des Cho-Ray Krankenhauses in Saigon. Seine Entlassung folgte bereits ein Jahr später, als er öffentliche Kritik an den Plänen zum staatlichen Gesundheitssystem der Regierung übte. In der Folge formte Nguyen die „Nationale Front für Fortschritt“, die zwei Untergrund-Zeitungen zu Themen der Menschenrechte, Sozialhilfe und zum Gesundheitssystem publizierte. Er wurde am 18. Februar 1978 wegen der Gründung einer „reaktionären“ Vereinigung und Rebellion gegen die Regierung inhaftiert. Für diese Vorwürfe wurde ihm nie ein Prozess gemacht, er blieb 10 Jahre, bis 1988 in Haft.
Nguyen Dan Que wurde 1990 als Mitglied von Amnesty International aktiv und schrieb im Zuge einer internationalen Kampagne zur Entlassung politischer Gefangenen mehrere Briefe, etwa an die Regierungen von Griechenland, Indonesien und Kuba.
Die Bewegung „Flut des Humanismus“ (Cao Tran Nhan Ban), welche sich für gewaltlosen politischen, wirtschaftlichen und sozialen Wandel einsetze, veröffentlichte am 11. Mai 1990 ein von Que, der zugleich auch Gründer der Bewegung war, verfasstes Manifest, in dem die Gruppe zur Unterzeichnung einer Petition in ihrem Sinne aufrief. Am 14. Juni des gleichen Jahres wurde er inhaftiert, das Gerichtsverfahren wurde 18 Monate später, am 29. November 1991, eröffnet. Die Anklage auf „Aktivitäten zum Umsturz der Regierung des Volkes“ führte zu einer Verurteilung zu 20 Jahren Haft – die vorzeitige Entlassung, zusammen mit mehr als 5000 anderen politischen Gefangenen, mit Amnestie nach bereits acht Jahren zum vietnamesischen Unabhängigkeitstag am 2. September 1998 war ein Novum in der vietnamesischen Geschichte.
Die angebotene Ausreisegenehmigung lehnte Que allerdings ab, obwohl die Vereinigten Staaten bereits ihre Bereitschaft zur Aufnahme Ques und seiner Familie erklärt hatten.
Que wurde in der Folge überwacht und vier Tage, nachdem er eine Stellungnahme zur Abwesenheit von Pressefreiheit in Vietnam via Internet veröffentlichte, am 17. März 2003 erneut festgenommen. Im September 2003 veröffentlichten 12 Nobelpreis-Träger einen Brief an Phan Van Khai, den Premierminister Vietnams, in dem sie die Freilassung Ques fordern.
Nach 30 Monaten in Haft wegen des „Mißbrauchs von demokratischen Rechten entgegen den Interessen des Staates“ wurde er 2005 erneut entlassen.
Als Que im Zuge des Arabischen Frühlings Forderungen nach einer ähnlichen Bewegung in Vietnam veröffentlichte, wurde er wieder festgenommen, seine Aktivitäten sei sehr gefährlich und direkt der Stabilität und Stärke der Regierung des Volkes abträglich.

„The wave of protests demanding democracy in a series of Arab countries [...] is strongly inspiring Vietnamese people to stand up and demand human rights and democracy.“

„Die Protestwelle, die Demokratie in einer Reihe von arabischen Staaten fordert ist sehr inspirierend für das vietnamesische Volk ebenfalls aufzustehen und Menschenrecht und Demokratie zu fordern.“

Bei seiner Festnahme wurden rund 60.000 digitale Dokumente, in denen eine Revolution thematisiert wird, sichergestellt.

## Auszeichnungen
- 1995: Robert F. Kennedy Human Rights Award, zusammen mit Doan Viet Hoat:[5]
- 2004: „Certificates of Distinction in Civil Courage“ des Civil Courage Prize[6]
- 2005: Nominierung für den Friedensnobelpreis 2004 durch die Asia-Pacific Initiative[7]
- 2016: Gwangju-Menschenrechtspreis

## Veröffentlichungen
- Attack on a diplomat shows Vietnam's contempt for human rights, The Washington Post – 26. Februar 2011. (englisch)